# Olympische Sommerspiele 1924/Teilnehmer (Großbritannien)
| Gelbes Symbol für Goldmedaillen mit stilisierten Olympischen Ringen | Graues Symbol für Silbermedaillen mit stilisierten Olympischen Ringen | Braundes Symbol für Bronzemedaillen mit stilisierten Olympischen Ringen |
| ------------------------------------------------------------------- | --------------------------------------------------------------------- | ----------------------------------------------------------------------- |
| 9                                                                   | 13                                                                    | 12                                                                      |

Das Vereinigte Königreich nahm an den Olympischen Sommerspielen 1924 in Paris unter dem Namen Großbritannien mit einer Delegation von 267 Athleten (239 Männer und 28 Frauen) an 115 Wettkämpfen in 18 Wettbewerben teil.
Die britischen Sportler gewannen 9 Gold-, 13 Silber- und 12 Bronzemedaillen, womit Großbritannien den vierten Platz im Medaillenspiegel belegte. Olympiasieger wurden die Leichtathleten Harold Abrahams über 100 Meter, Eric Liddell über 400 Meter und Douglas Lowe über 800 Meter, die Boxer Harry Mallin im Mittelgewicht und Harry Mitchell im Halbschwergewicht, die Schwimmerin Lucy Morton über 200 Meter Brust, die Ruderer Jack Beresford im Einer sowie Charles Eley, James MacNabb, Robert Morrison und Terence Sanders im Vierer ohne Steuermann und schließlich die Sportschützen Cyril Mackworth-Praed, Philip Neame, Herbert Perry und Allen Whitty im Doppelschuss auf den Laufenden Hirsch in der Mannschaftswertung auf 100 Meter. Fahnenträger bei der Eröffnungsfeier war der Wasserballspieler Arthur Hunt.

## Teilnehmer nach Sportarten

### Boxen
- James McKenzie
Fliegengewicht: Silber

- Ernest Warwick
Fliegengewicht: in der 1. Runde ausgeschieden

- Alf Barber
Bantamgewicht: im Viertelfinale ausgeschieden

- Les Tarrant
Bantamgewicht: im Achtelfinale ausgeschieden

- Harry Dingley
Federgewicht: im Viertelfinale ausgeschieden

- Arthur Beavis
Federgewicht: im Achtelfinale ausgeschieden

- George Shorter
Leichtgewicht: im Achtelfinale ausgeschieden

- Walter White
Leichtgewicht: in der 1. Runde ausgeschieden

- Patrick O’Hanrahan
Weltergewicht: im Achtelfinale ausgeschieden

- Johnny Basham
Weltergewicht: in der 1. Runde ausgeschieden

- Harry Mallin
Mittelgewicht: Gold

- John Elliott
Mittelgewicht: Silber

- Harry Mitchell
Halbschwergewicht: Gold

- John Courtis
Halbschwergewicht: im Viertelfinale ausgeschieden

- Arthur Clifton
Schwergewicht: im Viertelfinale ausgeschieden

- Cornelius O’Kelly
Schwergewicht: im Achtelfinale ausgeschieden

### Fechten
Männer
- Edgar Seligman
Florett: Finalrunde nicht beendet
Säbel: im Halbfinale ausgeschieden
Florett Mannschaft: im Viertelfinale ausgeschieden

- Robert Montgomerie
Florett: im Viertelfinale ausgeschieden
Degen: in der 1. Runde ausgeschieden
Florett Mannschaft: im Viertelfinale ausgeschieden
Degen Mannschaft: im Viertelfinale ausgeschieden

- Geoffrey Doyne
Florett: in der 2. Runde ausgeschieden
Florett Mannschaft: im Viertelfinale ausgeschieden

- Frederick Sherriff
Florett: in der 2. Runde ausgeschieden
Florett Mannschaft: im Viertelfinale ausgeschieden

- Roland Willoughby
Florett Mannschaft: im Viertelfinale ausgeschieden

- Charles Biscoe
Degen: im Halbfinale ausgeschieden
Degen Mannschaft: im Viertelfinale ausgeschieden

- Robert Frater
Degen: im Viertelfinale ausgeschieden
Degen Mannschaft: im Viertelfinale ausgeschieden

- Martin Holt
Degen: im Viertelfinale ausgeschieden
Degen Mannschaft: im Viertelfinale ausgeschieden

- Barry Notley
Degen Mannschaft: im Viertelfinale ausgeschieden

- David Craig
Degen Mannschaft: im Viertelfinale ausgeschieden

- Robin Dalglish
Säbel: im Halbfinale ausgeschieden
Säbel Mannschaft: in der 1. Runde ausgeschieden

- Cecil Kershaw
Säbel: in der 1. Runde ausgeschieden
Säbel Mannschaft: in der 1. Runde ausgeschieden

- Archie Corble
Säbel: in der 1. Runde ausgeschieden
Säbel Mannschaft: in der 1. Runde ausgeschieden

- Edward Brookfield
Säbel Mannschaft: in der 1. Runde ausgeschieden

- William Marsh
Säbel Mannschaft: in der 1. Runde ausgeschieden

- William Hammond
Säbel Mannschaft: in der 1. Runde ausgeschieden

Frauen
- Gladys Davis
Florett: Silber

- Muriel Freeman
Florett: 4. Platz

- Gladys Daniell
Florett: im Halbfinale ausgeschieden

- Alice Walker
Florett: in der 1. Runde ausgeschieden

### Gewichtheben
- Alfred Baxter
Federgewicht: 7. Platz

- Augustus Cummins
Federgewicht: 16. Platz

- Thomas Taylor
Federgewicht: 17. Platz

- William Wyatt
Leichtgewicht: 17. Platz

- John Tooley
Leichtgewicht: 19. Platz

- William Randall
Leichtgewicht: 20. Platz

- Frederick Attenborough
Mittelgewicht: 17. Platz

- John S. Austin
Mittelgewicht: 22. Platz

- Fred Lowes
Mittelgewicht: 23. Platz

- Harold Wood
Schwergewicht: 17. Platz

### Kunstwettbewerbe
- Charles Williams
- Charles Simpson
- Katherine Maltwood
- Robert Graves
- Peshoton Dubash
- Patrick Chalmers
- George Bamber
- Dorothy Margaret Stuart
Literatur: Silber

### Leichtathletik
Männer
- Harold Abrahams
100 m: Gold 
200 m: 6. Platz
4-mal-100-Meter-Staffel: Silber

- William Nichol
100 m: im Halbfinale ausgeschieden
200 m: im Halbfinale ausgeschieden
4-mal-100-Meter-Staffel: Silber

- Walter Rangeley
100 m: im Viertelfinale ausgeschieden
4-mal-100-Meter-Staffel: Silber

- Lancelot Royle
100 m: im Viertelfinale ausgeschieden
4-mal-100-Meter-Staffel: Silber

- Eric Liddell
200 m: Bronze 
400 m: Gold

- Tom Matthewman
200 m: im Viertelfinale ausgeschieden

- Guy Butler
400 m: Bronze 
4-mal-400-Meter-Staffel: Bronze

- Edward Toms
400 m: im Viertelfinale ausgeschieden
4-mal-400-Meter-Staffel: Bronze

- George Renwick
400 m: im Viertelfinale ausgeschieden
4-mal-400-Meter-Staffel: Bronze

- Douglas Lowe
800 m: Gold 
1500 m: 4. Platz

- Henry Stallard
800 m: 4. Platz
1500 m: Bronze

- Harry Houghton
800 m: 9. Platz

- Edgar Mountain
800 m: im Halbfinale ausgeschieden

- Sonny Spencer
1500 m: 11. Platz

- Cyril Ellis
1500 m: im Vorlauf ausgeschieden

- Charles Clibbon
5000 m: 6. Platz
10.000 m: 14. Platz

- Frank Saunders
5000 m: 10. Platz

- Charles Johnstone
5000 m: im Vorlauf ausgeschieden

- Ralph Starr
5000 m: im Vorlauf ausgeschieden

- Ernie Harper
10.000 m: 5. Platz
Querfeldeinlauf: 4. Platz
Querfeldeinlauf Mannschaft: Rennen nicht beendet

- Halland Britton
10.000 m: 6. Platz

- Eddie Webster
10.000 m: im Vorlauf ausgeschieden
Querfeldeinlauf: Rennen nicht beendet
Querfeldeinlauf Mannschaft: Rennen nicht beendet

- Sam Ferris
Marathon: 5. Platz

- Arthur Farrimond
Marathon: 17. Platz

- Jack McKenna
Marathon: 27. Platz

- Bobby Mills
Marathon: Rennen nicht beendet

- Duncan Wright
Marathon: Rennen nicht beendet

- Ernest Leatherland
Marathon: Rennen nicht beendet

- Fred Gaby
110 m Hürden: im Halbfinale ausgeschieden

- Eric Harrison
110 m Hürden: im Halbfinale ausgeschieden

- Leopold Partridge
110 m Hürden: im Vorlauf ausgeschieden

- David Burghley
110 m Hürden: im Vorlauf ausgeschieden

- Fred Blackett
400 m Hürden: Finallauf nicht beendet

- Wilfrid Tatham
400 m Hürden: im Vorlauf ausgeschieden

- Evelyn Montague
3000 m Hindernis: 6. Platz

- Sidney Newey
3000 m Hindernis: Finallauf nicht beendet

- David Cummings
3000 m Hindernis: im Vorlauf ausgeschieden

- Richard Ripley
4-mal-400-Meter-Staffel: Bronze

- Bertram Macdonald
3000 m Mannschaft: Silber

- Herbert Johnston
3000 m Mannschaft: Silber

- George Webber
3000 m Mannschaft: Silber

- Walter Porter
3000 m Mannschaft: Silber

- Arthur Clark
3000 m Mannschaft: Silber

- William Seagrove
3000 m Mannschaft: Silber

- Gordon Goodwin
10.000 m Gehen: Silber

- Ernest Clark
10.000 m Gehen: 6. Platz

- Gordon Watts
10.000 m Gehen: im Vorlauf ausgeschieden

- Arthur Sewell
Querfeldeinlauf: Rennen nicht beendet
Querfeldeinlauf Mannschaft: Rennen nicht beendet

- John Benham
Querfeldeinlauf: Rennen nicht beendet
Querfeldeinlauf Mannschaft: Rennen nicht beendet

- Joseph Williams
Querfeldeinlauf: Rennen nicht beendet
Querfeldeinlauf Mannschaft: Rennen nicht beendet

- Robert Dickinson
Hochsprung: 15. Platz

- Arthur Willis
Hochsprung: ohne gültige Höhe

- Crawford Kerr
Hochsprung: ohne gültige Höhe

- John Campbell
Stabhochsprung: 15. Platz

- Chris Mackintosh
Weitsprung: 6. Platz

- John Odde
Dreisprung: 12. Platz

- Jack Higginson
Dreisprung: 13. Platz

- Harold Langley
Dreisprung: 15. Platz

- Charles Beckwith
Kugelstoßen: 20. Platz

- Rex Woods
Kugelstoßen: 24. Platz

- Malcolm Nokes
Hammerwurf: Bronze

- Jock Dalrymple
Speerwurf: 24. Platz

- Henri Dauban de Silhouette
Speerwurf: 27. Platz

- Donald Spark
Fünfkampf: 13. Platz
Zehnkampf: 25. Platz

- Percy Spark
Fünfkampf: 27. Platz
Zehnkampf: Wettkampf nicht beendet

### Moderner Fünfkampf
- George Vokins
Einzel: 7. Platz

- David Turquand-Young
Einzel: 13. Platz

- Brian Horrocks
Einzel: 19. Platz

- Derick Barton
Einzel: 28. Platz

### Polo
- Bronze 
Freddie Guest
Denis Bingham
Frederick W. Barrett
Percival Wise

### Radsport
- Andy Wilson
Straßenrennen: 22. Platz
Straße Mannschaftswertung: 7. Platz

- Ernie Pilcher
Straßenrennen: 23. Platz
Straße Mannschaftswertung: 7. Platz

- Dave Marsh
Straßenrennen: 24. Platz
Straße Mannschaftswertung: 7. Platz

- Samuel Hunter
Straßenrennen: 34. Platz
Straße Mannschaftswertung: 7. Platz

- Herbert Fuller
Bahn Sprint: in der 5. Runde ausgeschieden

- George Owen
Bahn Sprint: in der 4. Runde ausgeschieden

- Frederick Habberfield
Bahn Tandem: 4. Platz
Bahn 4000 m Mannschaftsverfolgung: 7. Platz

- Thomas Harvey
Bahn Tandem: 4. Platz
Bahn 4000 m Mannschaftsverfolgung: 7. Platz

- Cyril Alden
Bahn 50 km: Silber

- Harry Wyld
Bahn 50 km: Bronze

- Herbert Henry Lee
Bahn 4000 m Mannschaftsverfolgung: 7. Platz

- Jock Stewart
Bahn 4000 m Mannschaftsverfolgung: 7. Platz

### Reiten
- Philip Bowden-Smith
Springreiten: 4. Platz
Vielseitigkeit: 29. Platz
Springreiten Mannschaft: 7. Platz
Vielseitigkeit Mannschaft: 6. Platz

- Capel Brunker
Springreiten: 24. Platz
Springreiten Mannschaft: 7. Platz

- Geoffrey Brooke
Springreiten: 27. Platz
Springreiten Mannschaft: 7. Platz

- Keith Hervey
Springreiten: ausgeschieden
Vielseitigkeit: 19. Platz
Springreiten Mannschaft: 7. Platz
Vielseitigkeit Mannschaft: 6. Platz

- Edward de Fonblanque
Vielseitigkeit: 6. Platz
Vielseitigkeit Mannschaft: 6. Platz

- Alec Tod
Vielseitigkeit: 22. Platz
Vielseitigkeit Mannschaft: 6. Platz

### Ringen
- Sonny Darby
Bantamgewicht, Freistil: 5. Platz

- Harold Sansum
Bantamgewicht, Freistil: 5. Platz

- George MacKenzie
Federgewicht, Freistil: 8. Platz

- George Stott
Federgewicht, Freistil: 8. Platz

- George Gardiner
Leichtgewicht, Freistil: 4. Platz

- Ernest Bacon
Leichtgewicht, Freistil: 9. Platz

- James Davis
Weltergewicht, Freistil: 5. Platz

- Edgar Bacon
Weltergewicht, Freistil: 11. Platz

- Noel Rhys
Mittelgewicht, Freistil: 7. Platz

- Bernard Rowe
Mittelgewicht, Freistil: 11. Platz

- Walter Wilson
Halbschwergewicht, Freistil: 6. Platz

- Victor Lay
Halbschwergewicht, Freistil: 11. Platz

- Archie MacDonald
Schwergewicht, Freistil: Bronze

- Albert Sangwine
Schwergewicht, Freistil: 10. Platz

### Rudern
- Jack Beresford
Einer: Gold

- Gordon Killick
Zweier ohne Steuermann: im Finale nicht gestartet

- Thomas Southgate
Zweier ohne Steuermann: im Finale nicht gestartet

- Charles Eley
Vierer ohne Steuermann: Gold

- James MacNabb
Vierer ohne Steuermann: Gold

- Robert Morrison
Vierer ohne Steuermann: Gold

- Terence Sanders
Vierer ohne Steuermann: Gold

- Victor Bovington
Vierer mit Steuermann: im Halbfinale ausgeschieden

- Bernard Croucher
Vierer mit Steuermann: im Halbfinale ausgeschieden

- Thomas Monk
Vierer mit Steuermann: im Halbfinale ausgeschieden

- John Townend
Vierer mit Steuermann: im Halbfinale ausgeschieden

- Harry Barnsley
Vierer mit Steuermann: im Halbfinale ausgeschieden

- Reginald Bare
Achter mit Steuermann: 4. Platz

- Edward Chandler
Achter mit Steuermann: 4. Platz

- Horace Debenham
Achter mit Steuermann: 4. Platz

- Peter Dulley
Achter mit Steuermann: 4. Platz

- Ian Fairbairn
Achter mit Steuermann: 4. Platz

- Arthur Long
Achter mit Steuermann: 4. Platz

- Harold Morphy
Achter mit Steuermann: 4. Platz

- Charles Rew
Achter mit Steuermann: 4. Platz

- Jack Godwin
Achter mit Steuermann: 4. Platz

### Schießen
- Charles Bounton
Schnellfeuerpistole 25 m: 13. Platz

- Charles Mackie
Schnellfeuerpistole 25 m: 22. Platz

- Peter Griffiths
Schnellfeuerpistole 25 m: 40. Platz

- Alexander Martin
Freies Gewehr 600 m: 9. Platz

- Thomas Northcote
Freies Gewehr 600 m: 24. Platz

- Harry Douglas
Freies Gewehr 600 m: 34. Platz

- David Lewis
Kleinkalibergewehr liegend 50 m: 49. Platz

- William Artis
Kleinkalibergewehr liegend 50 m: 52. Platz

- Frederick Bracegirdle
Kleinkalibergewehr liegend 50 m: 55. Platz

- John Clift
Kleinkalibergewehr liegend 50 m: 57. Platz

- Cyril Mackworth-Praed
Laufender Hirsch Einzelschuss 100 m: Silber 
Laufender Hirsch Doppelschuss 100 m: Silber 
Laufender Hirsch Einzelschuss 100 m Mannschaft: 4. Platz
Laufender Hirsch Doppelschuss 100 m Mannschaft: Gold 
Trap: Wettkampf nicht beendet
Trap Mannschaft: 8. Platz

- John Faunthorpe
Laufender Hirsch Einzelschuss 100 m: 21. Platz
Laufender Hirsch Einzelschuss 100 m Mannschaft: 4. Platz

- Thomas Ranken
Laufender Hirsch Einzelschuss 100 m: 22. Platz
Laufender Hirsch Doppelschuss 100 m: 22. Platz

- Alexander Rogers
Laufender Hirsch Einzelschuss 100 m: 26. Platz
Laufender Hirsch Einzelschuss 100 m Mannschaft: 4. Platz

- John O’Leary
Laufender Hirsch Einzelschuss 100 m Mannschaft: 4. Platz
Trap: 24. Platz
Trap Mannschaft: 8. Platz

- Herbert Perry
Laufender Hirsch Doppelschuss 100 m: 13. Platz
Laufender Hirsch Doppelschuss 100 m Mannschaft: Gold

- Allen Whitty
Laufender Hirsch Doppelschuss 100 m: 18. Platz
Laufender Hirsch Doppelschuss 100 m Mannschaft: Gold

- Philip Neame
Laufender Hirsch Doppelschuss 100 m Mannschaft: Gold

- Enoch Jenkins
Trap: 11. Platz
Trap Mannschaft: 8. Platz

- Hans Larsen
Trap Mannschaft: 8. Platz

- George Neal
Trap Mannschaft: 8. Platz

- William Grosvenor
Trap Mannschaft: 8. Platz

### Schwimmen
Männer
- Harold Pycock
100 m Freistil: im Halbfinale ausgeschieden

- Charlie Baillie
100 m Freistil: im Vorlauf ausgeschieden

- Albert Dickin
100 m Freistil: im Vorlauf ausgeschieden
4-mal-200-Meter-Freistilstaffel: 5. Platz

- Jack Hatfield
400 m Freistil: 5. Platz
1500 m Freistil: 4. Platz

- Harold Annison
400 m Freistil: im Halbfinale ausgeschieden
1500 m Freistil: im Halbfinale ausgeschieden
4-mal-200-Meter-Freistilstaffel: 5. Platz

- Percy Peter
400 m Freistil: im Vorlauf ausgeschieden
4-mal-200-Meter-Freistilstaffel: 5. Platz

- John P. Taylor
1500 m Freistil: im Halbfinale ausgeschieden

- Leslie Savage
4-mal-200-Meter-Freistilstaffel: 5. Platz

- John Thomson
4-mal-200-Meter-Freistilstaffel: 5. Platz

- Austin Rawlinson
100 m Rücken: 5. Platz

- James Worthington
100 m Rücken: im Halbfinale ausgeschieden

- John McDowall
100 m Rücken: im Halbfinale ausgeschieden

- Edward Maw
200 m Brust: im Halbfinale ausgeschieden

- Reggie Flint
200 m Brust: im Halbfinale ausgeschieden

- William Stoney
200 m Brust: im Vorlauf ausgeschieden

Frauen
- Connie Jeans
100 m Freistil: 4. Platz
400 m Freistil: im Halbfinale ausgeschieden
4-mal-100-Meter-Freistilstaffel: Silber

- Vera Tanner
100 m Freistil: 5. Platz
400 m Freistil: im Halbfinale ausgeschieden
4-mal-100-Meter-Freistilstaffel: Silber

- Florence Barker
100 m Freistil: im Halbfinale ausgeschieden
4-mal-100-Meter-Freistilstaffel: Silber

- Doris Molesworth
400 m Freistil: 4. Platz

- Grace McKenzie
4-mal-100-Meter-Freistilstaffel: Silber

- Phyllis Harding
100 m Rücken: Silber

- Helen Boyle
100 m Rücken: im Vorlauf ausgeschieden

- Ellen King
100 m Rücken: im Vorlauf ausgeschieden

- Lucy Morton
200 m Brust: Gold

- Gladys Carson
200 m Brust: Bronze

- Irene Gilbert
200 m Brust: 5. Platz

### Segeln
- Gordon Fowler
Monotyp 1924: 7. Platz
8-Meter-Klasse: Silber

- Ernest Roney
8-Meter-Klasse: Silber

- Edwin Jacob
8-Meter-Klasse: Silber

- Thomas Riggs
8-Meter-Klasse: Silber

- Walter Riggs
8-Meter-Klasse: Silber

### Tennis
- Algernon Kingscote
Einzel: im Achtelfinale ausgeschieden
Doppel: in der 1. Runde ausgeschieden

- Brian Gilbert
Einzel: im Achtelfinale ausgeschieden
Mixed: 4. Platz

- Max Woosnam
Einzel: in der 2. Runde ausgeschieden
Doppel: in der 1. Runde ausgeschieden

- Patrick Wheatley
Einzel: in der 3. Runde ausgeschieden
Doppel: in der 1. Runde ausgeschieden

- Leslie Godfree
Doppel: in der 1. Runde ausgeschieden
Mixed: im Viertelfinale ausgeschieden

- Kathleen McKane Godfree
Einzel: Bronze 
Doppel: Silber 
Mixed: 4. Platz

- Dorothy Shepherd-Barron
Einzel: im Viertelfinale ausgeschieden
Doppel: Bronze

- Phyllis Satterthwaite
Einzel: im Achtelfinale ausgeschieden

- Phyllis Covell
Einzel: im Achtelfinale ausgeschieden
Doppel: Silber 
Mixed: im Viertelfinale ausgeschieden

- Evelyn Colyer
Doppel: Bronze

### Turnen
- Stanley Leigh
Einzelmehrkampf: 35. Platz
Pferdsprung: 56. Platz
Barren: 23. Platz
Reck: 13. Platz
Ringe: 25. Platz
Seitpferd: 25. Platz
Tauhangeln: 55. Platz
Seitpferdsprung: 25. Platz
Mannschaftsmehrkampf: 6. Platz

- Harold Brown
Einzelmehrkampf: 40. Platz
Pferdsprung: 19. Platz
Barren: 50. Platz
Reck: 43. Platz
Ringe: 47. Platz
Seitpferd: 45. Platz
Tauhangeln: 24. Platz
Seitpferdsprung: 59. Platz
Mannschaftsmehrkampf: 6. Platz

- Harry Finchett
Einzelmehrkampf: 43. Platz
Pferdsprung: 22. Platz
Barren: 58. Platz
Reck: 54. Platz
Ringe: 33. Platz
Seitpferd: 41. Platz
Tauhangeln: 51. Platz
Seitpferdsprung: 33. Platz
Mannschaftsmehrkampf: 6. Platz

- Frank Hawkins
Einzelmehrkampf: 49. Platz
Pferdsprung: 63. Platz
Barren: 49. Platz
Reck: 68. Platz
Ringe: 56. Platz
Seitpferd: 47. Platz
Tauhangeln: 31. Platz
Seitpferdsprung: 59. Platz
Mannschaftsmehrkampf: 6. Platz

- Thomas Hopkins
Einzelmehrkampf: 54. Platz
Pferdsprung: 16. Platz
Barren: 61. Platz
Reck: 64. Platz
Ringe: 57. Platz
Seitpferd: 53. Platz
Tauhangeln: 51. Platz
Seitpferdsprung: 31. Platz
Mannschaftsmehrkampf: 6. Platz

- Ernest Leigh
Einzelmehrkampf: 55. Platz
Pferdsprung: 67. Platz
Barren: 53. Platz
Reck: 57. Platz
Ringe: 26. Platz
Seitpferd: 48. Platz
Tauhangeln: 62. Platz
Seitpferdsprung: 54. Platz
Mannschaftsmehrkampf: 6. Platz

- Stan Humphreys
Einzelmehrkampf: 64. Platz
Pferdsprung: 59. Platz
Barren: 70. Platz
Reck: 63. Platz
Ringe: 48. Platz
Seitpferd: 54. Platz
Tauhangeln: 50. Platz
Seitpferdsprung: 54. Platz
Mannschaftsmehrkampf: 6. Platz

- Alfred Spencer
Einzelmehrkampf: 65. Platz
Pferdsprung: 55. Platz
Barren: 71. Platz
Reck: 51. Platz
Ringe: 64. Platz
Seitpferd: 46. Platz
Tauhangeln: 58. Platz
Seitpferdsprung: 65. Platz
Mannschaftsmehrkampf: 6. Platz

### Wasserball
- 10. Platz
Harold Annison
Jack Budd
Charles Bugbee
Richard Hodgson
Arthur Hunt
Paul Radmilovic
Charles Sydney Smith

### Wasserspringen
Männer
- Gregory Matveieff
3 m Kunstspringen: in der Vorrunde ausgeschieden

- Eric MacDonald
3 m Kunstspringen: in der Vorrunde ausgeschieden
10 m Turmspringen: in der Vorrunde ausgeschieden

- Albert Knight
10 m Turmspringen: in der Vorrunde ausgeschieden
Turmspringen einfach: 7. Platz

- Harold Clarke
Turmspringen einfach: Bronze

- Albert Dickin
Turmspringen einfach: in der Vorrunde ausgeschieden

Frauen
- Amelia Hudson
3 m Kunstspringen: in der Vorrunde ausgeschieden

- Catherine O’Bryen
3 m Kunstspringen: in der Vorrunde ausgeschieden

- Gladys Luscombe
3 m Kunstspringen: in der Vorrunde ausgeschieden

- Isabelle White
10 m Turmspringen: 6. Platz

- Verrall Newman
10 m Turmspringen: in der Vorrunde ausgeschieden

- Eileen Armstrong
10 m Turmspringen: in der Vorrunde ausgeschieden